# Lefortowo-Gefängnis

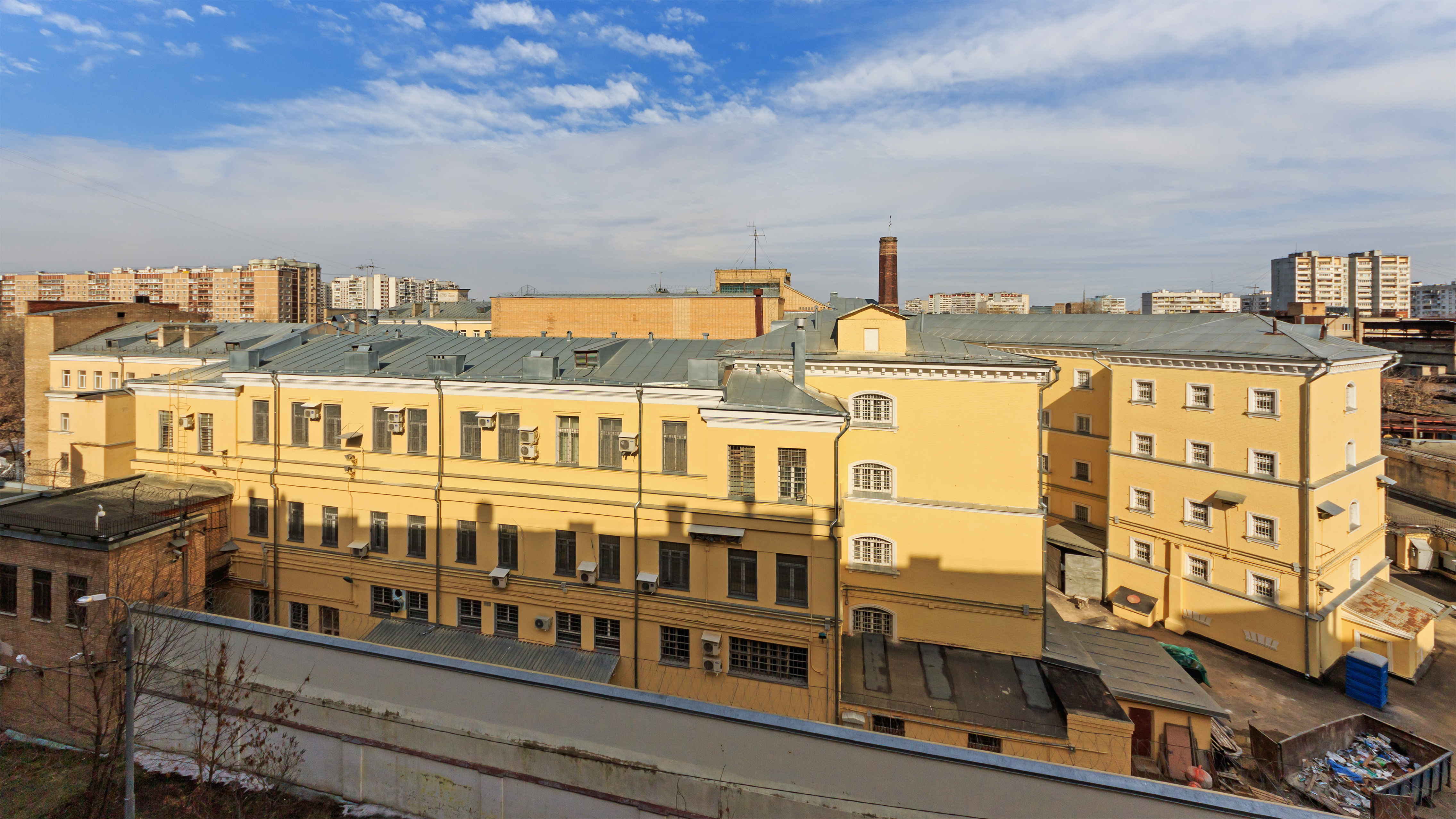
Lefortowo-Gefängnis (2016)

Das Lefortowo-Gefängnis ist ein Untersuchungsgefängnis im Stadtteil Lefortowo in Moskau.
Es besteht seit 1881 und wurde 2005 dem Justizministerium der Russischen Föderation unterstellt. In der Sowjetunion war das Gefängnis als Folterstätte des KGB und seiner Vorgänger berüchtigt. Michail Woslenski, Dolmetscher bei den Nürnberger Prozessen und Historiker, beschreibt in seinem Buch Das Geheime wird offenbar. Moskauer Archive erzählen. 1917–1991, dass es im Lefortowo-Gefängnis einen überdimensionierten Fleischwolf gab, mit dem die Leichen der Opfer zu Brei zerstoßen und anschließend im städtischen Abwassersystem entsorgt wurden. Heute dient es nur noch als Untersuchungsgefängnis.

## Bekannte Insassen

### Ab 1953
Ab 1953, dem Todesjahr Stalins, waren unter anderen folgende bekannten Personen im Lefortowo-Gefängnis inhaftiert:
- Nikita Belych (* 1975), Provinzgouverneur
- Bernt Ivar Eidsvig (* 1953), norwegischer Journalist und Theologe, später katholischer Bischof von Oslo
- Sergei Furgal (* 1970), Politiker
- Pjotr Grigorenko (1907–1987), sowjetischer Generalmajor und Dissident
- Gleb Jakunin (1934–2014), dissidenter Priester
- Eduard Limonow (1943–2020), Schriftsteller und Politiker
- Alexander Podrabinek (* 1953), Menschenrechtsaktivist
- Mathias Rust (* 1968), deutscher Privatpilot
- Natan Scharanski (* 1948), sowjetischer Dissident und israelischer Politiker
- Alexander Solschenizyn (1918–2008), Schriftsteller und Systemkritiker
- Oleh Senzow (* 1976), ukrainischer Filmregisseur
- Wladimir Wetrow (* 1932; hingerichtet 1985), KGB-Offizier und Doppelagent

### Nach dem Untergang der Sowjetunion
- Evan Gershkovich (* 1991), US-amerikanischer Journalist[3]
- Nikolai Gluschkow (1949–2018), russischer Geschäftsmann
- Borys Kolesnikow (–2014), früherer General und Antikorruptionsbeamter[4]
- Sergei Skripal (* 1951), früherer Geheimdienstoffizier und Spion